# Short Sharp Shock
Short Sharp Shock (Abk. SSS) ist eine englische Crossover-Band aus Liverpool, die bei dem Plattenlabel Earache Records unter Vertrag steht.

## Geschichte
Die Band veröffentlichte 2005 bei Dead and Gone Records ihre selbstbetitelte Debüt-EP, die neben drei kurzen für die Band typischen Liedern auch das siebenminütige Black Night, White Light enthält, welches einen Tribut an Cliff Burton, den verstorbenen ehemaligen Bassisten von Metallica, darstellt. Ein Jahr später erschien erneut bei Dead and Gone Records das ebenfalls selbstbetitelte Debütalbum, welches der Band einen Vertrag mit Earache Records einbrachte, die das Album 2007 wiederveröffentlichten. Dort erschienen in den Folgejahren auch die Alben The Dividing Line und Problems to the Answer, letzteres mit Gastgesang von Barney Greenway, dem Sänger der Grindcore-Band Napalm Death. Im Sommer 2011 verließen Pete Broom und Dave Ferguson die Band und wurden durch Stu Taylor und Dave Archer ersetzt, die beide auch in der Band The Bendal Interlude aktiv sind.
Die Band spielte unter anderem Konzerte mit Gallows, Municipal Waste und Killswitch Engage.

## Stil
Die Musik der Band wurde als „hochexplosive Mischung aus Bermuda-Shorts-Thrash der Marke Anthrax und Suicidal Tendencies, Fies-Thrash der ganz alten Slayer sowie Thrashpunk, der an die Underground-Größen Cryptic Slaughter, Wehrmacht, The Accüsed sowie D.R.I. erinnert“, beschrieben. Während der abgekürzte Bandname auf dem Cover der selbstbetitelten EP sowie der Erstauflage des Debütalbums mit drei Siegrunen geschrieben wurde, wählte Earache Records für die Wiederveröffentlichung eine neutralere Schrift.

## Diskografie
- 2005: SSS (EP, Dead and Gone Records)
- 2006: Short Sharp Shock (Dead and Gone Records)
- 2008: The Dividing Line (Earache Records)
- 2011: Problems to the Answer (Earache Records)
- 2014: Limp.Gasp.Collapse. (Prosthetic Records)